# Infrazor
Infrazor – filtr optyczny chroniący przed promieniowaniem podczas obserwacji topionych materiałów w piecach hutniczych, gdzie występuje wysoka temperatura. Absorbuje on promieniowanie podczerwone w zakresie 780–2000 nm oraz promieniowanie UV. Filtry te produkowane są w różnych stopniach ochrony zależnie od temperatury występującej w piecu. Infrazor metalizowany o stopniu ochrony DIN 7 ma zastosowanie w przypadkach, gdzie temperatura dochodzi do 1650 °C. Grubość filtra wynosi 2,2–2,8 mm. 